# إفريقيا الناطقة بالفرنسية

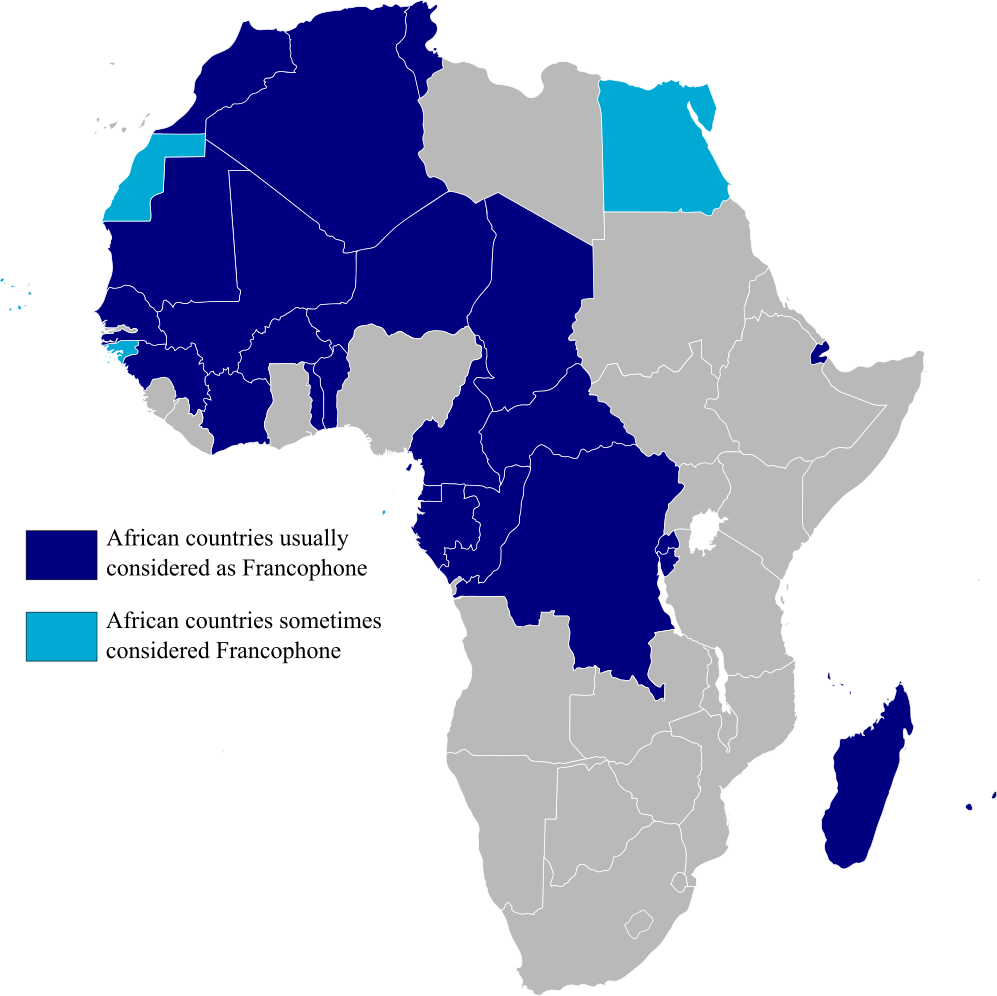
تظهر اللون الأزرق الأفارقة يتحدثون باللغة الفرنسية.

الأفارقة الفرنسيين (بالفرنسية: français africain)‏ ، وهم المواطنين الأفارقة الذين عاشوا في زمن الإستعمار الفرنسي على قارة أفريقيا ، فيطلق عليهم الأفارقة الفرنسيين، أي أن الأفارقة يتحدثون باللغة الفرنسية، وتشمل أجزاء كبيرة من غرب أفريقيا والمغرب العربي، ومن المحتمل في عام 2050م سيتحدث عدد السكان الأفارقة بالفرنسية مايزيد عن 847 مليون نسمة.